# Тобіас Слотсагер
То́біас Сло́тсагер (дан. Tobias Slotsager; нар. 1 січня 2006, Моруд) — данський футболіст, захисник італійського клубу «Верона».

## Клубна кар'єра

### «Оденсе»
Почав займатися футболом у 2010 році в юнацькій команді «Моруд», а 2019 року приєднався до академії «Оденсе». 1 січня 2021 року підписав з клубом трирічний контракт у віці 15 років.
У віці 16 років дебютував за основний склад «Оденсе», 21 травня 2022 року, у поєдинку Суперліги проти клубу «Вайле», замінивши Якоба Бреума. 12 серпня 2022 року уклав свій перший професіональний контракт з «Оденсе».
У другій частині сезону 2022–23 став гравцем основи «Оденсе». 2 жовтня 2023 року в матчі Суперліги з «Люнгбю» забив свій перший м'яч у професіональній кар'єрі. 11 жовтня 2023 року англійська газета The Guardian назвала його одним з 60-ти найкращих футболістів світу 2006 року народження. Всього в сезоні 2023–24 провів 31 матч і забив 1 гол, а «Оденсе» в підсумку вибув до Першої ліги.
20 липня 2024 року в поєдинку з «Есб'єргом» дебютував у Першій лізі.

### «Верона»
4 лютого 2025 року перейшов в італійський клуб «Верона», підписавши контракт до літа 2028 року. Сума трансферу становила 7,5 млн данських крон.

## Кар'єра в збірній
Виступав за збірні Данії до 16, до 17 і до 19 років. В листопаді 2024 року вперше отримав виклик в збірну до 21 року, за яку дебютував 15 листопада в товариському матчі проти збірної Німеччини.
В травні 2025 року потрапив в заявку збірної до 19 років на юнацький чемпіонат Європи в Румунії. На турнірі провів два матчі, а його команда не вийшла з групи.

## Статистика виступів
Станом на 4 лютого 2025 
| Клуб              | Сезон             | Чемпіонат         | Чемпіонат | Чемпіонат | Кубок | Кубок | Єврокубки | Єврокубки | Інші  | Інші | Всього | Всього | Всього |
| Клуб              | Сезон             | Дивізіон          | Матчі     | Голи      | Матчі | Голи  | Матчі     | Голи      | Матчі | Голи | Матчі  | Голи   |        |
| ----------------- | ----------------- | ----------------- | --------- | --------- | ----- | ----- | --------- | --------- | ----- | ---- | ------ | ------ | ------ |
| Оденсе            | 2021–22           | Суперліга         | 1         | 0         | 0     | 0     | —         | —         | —     | —    | 1      | 0      |        |
| Оденсе            | 2022–23           | Суперліга         | 12        | 0         | 0     | 0     | —         | —         | —     | —    | 12     | 0      |        |
| Оденсе            | 2023–24           | Суперліга         | 30        | 1         | 1     | 0     | —         | —         | —     | —    | 31     | 1      |        |
| Оденсе            | 2024–25           | Перша ліга        | 14        | 0         | 1     | 0     | —         | —         | —     | —    | 15     | 0      |        |
| Оденсе            | Всього            | Всього            | 57        | 1         | 1     | 0     | 0         | 0         | 0     | 0    | 60     | 1      |        |
| Верона            | 2024–25           | Серія A           | 0         | 0         | 0     | 0     | —         | —         | —     | —    | 0      | 0      |        |
| Всього за кар'єру | Всього за кар'єру | Всього за кар'єру | 57        | 1         | 1     | 0     | 0         | 0         | 0     | 0    | 60     | 1      |        |